# Poznań Malta
Poznań Malta – końcowa towarowa stacja kolejowa w Poznaniu. Należała do Średzkiej Kolei Powiatowej. Została otwarta w 1898 roku razem z linią kolejową ze stacji Poznań Wschód do stacji Poznań Kobylepole. W 1903 roku została otwarta linia kolejowa z Poznania Malty do stacji Poznań Starołęka. W 1952 roku zostały rozebrane tory między stacjami Poznań Malta a stacją Poznań Brama Warszawska z powodu budowy Jeziora Maltańskiego.